# Estudios Wacker

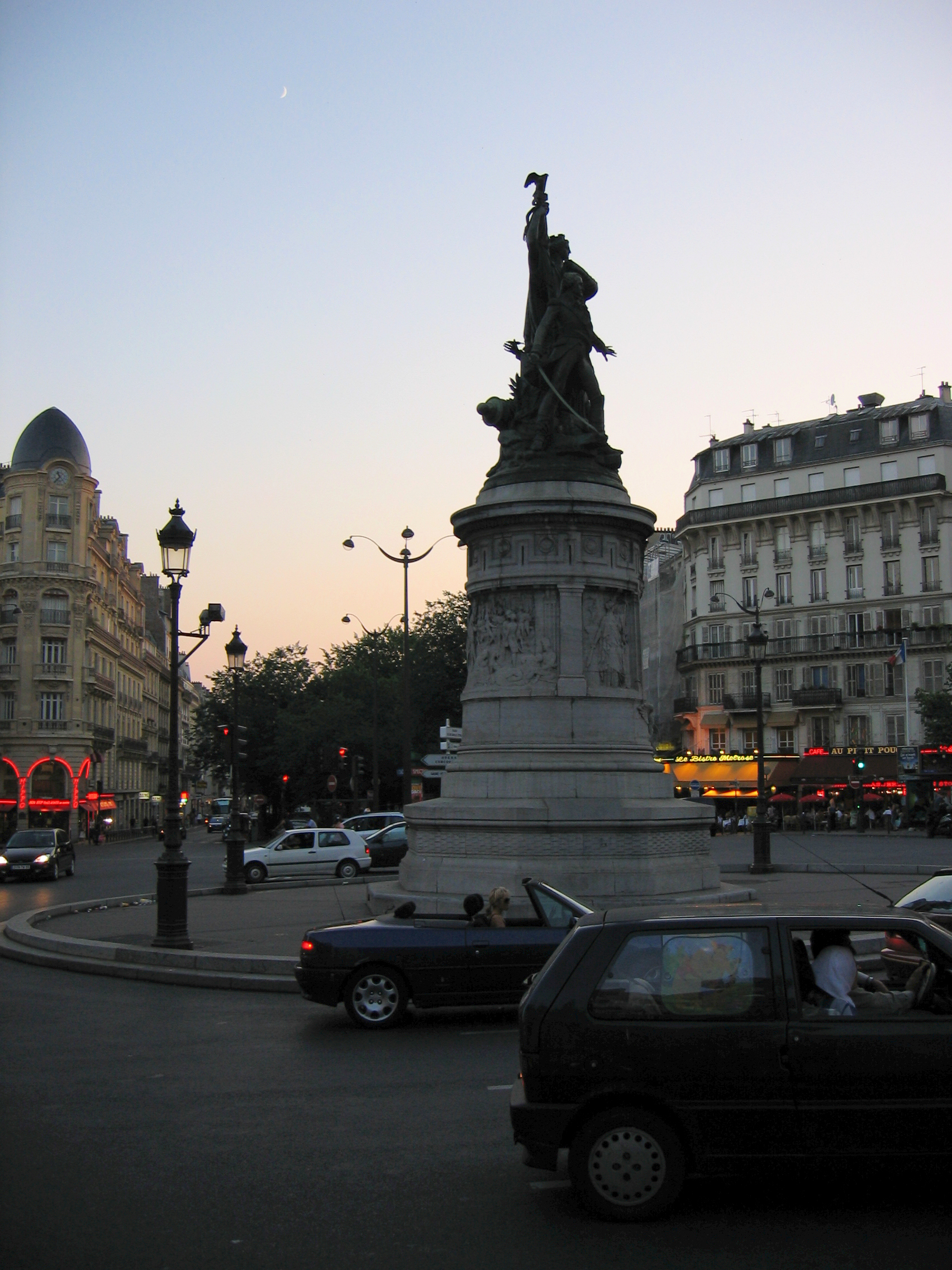
La Place Clichy donde se encontraban los Estudios Wacker

Los Estudios Wacker formaban un conjunto de salas de entrenamiento y ensayo dedicadas a la danza, situado en un viejo caserón de la Rue de Douai, cerca de la Place Clichy, en París. Considerado un lugar mítico para los profesionales de la danza y balletómanos de medio mundo el edificio fue demolido en 1974.

## Historia
Ya en los años 1920 empezaron a dar allí clases de ballet las legendarias maestras rusas Mathilde Kschessinskaya, Olga Preobrajenska y Lubov Egorova, o la franco-armenia Madame Roussane, a las que se unieron en los años 1930 a 1940 maestros no menos legendarios como Victor Gsovsky y Nora Kiss. Todos ellos formaron a varias generaciones de bailarines, entre ellos Tamara Toumanova, George Skibine, Roland Petit, Yvette Chauviré, Vladimir Skouratoff, Nina Vyroubova, Jean Babilée, Leslie Caron, Maurice Béjart y un largo etcétera.
Los métodos innovadores, la personalidad artística y las ideas estéticas avanzadas de estos profesores competían con la enseñanza tradicional de la Escuela de Danza de la Ópera de París, creándose así una especie de dicotomía entre la enseñanza "oficial" de la Ópera y la enseñanza "libre" de Wacker. Curiosamente numerosos alumnos y hasta solistas de la Ópera completaban su formación con clases adicionales con los maestros de los estudios Wacker.
Después de la Segunda Guerra Mundial y con el resurgir del ballet en Francia con compañías jóvenes como los Ballets des Champs-Élysées, los Ballets de Paris o el Grand Ballet du Marquis de Cuevas los estudios Wacker vivieron su edad de oro en los años 1950-1960. Sus salas destartaladas, sus pianos desafinados, su cantina siempre animada fueron un polo de atracción para los jóvenes bailarines del mundo y también para los coreógrafos, los empresarios y los cazatalentos internacionales.